# Callixalus pictus
Callixalus pictus es una especie de anfibios de la familia Hyperoliidae. es monotípica del género Callixalus.
Habita en República Democrática del Congo y Ruanda.
Su hábitat natural incluye montanos secos.
Está amenazada de extinción por la pérdida de su hábitat natural.